# سیاره فراخورشیدی

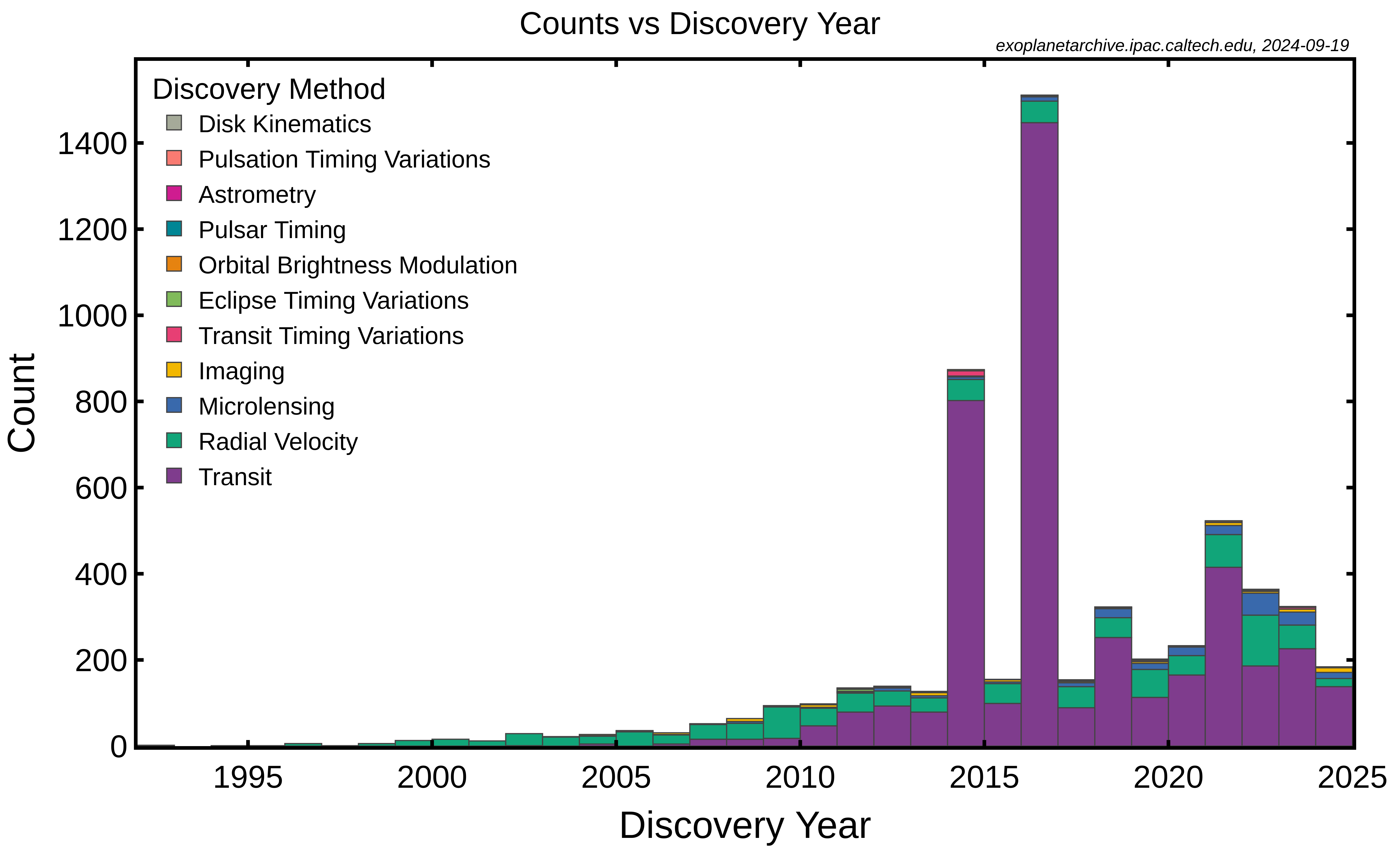
فراوانی کشف سیاره‌های فراخورشیدی بر سال، تا اوت ۲۰۲۳ - عبارت‌ها یا کلمات رنگی روش کشف را نشان می‌دهد

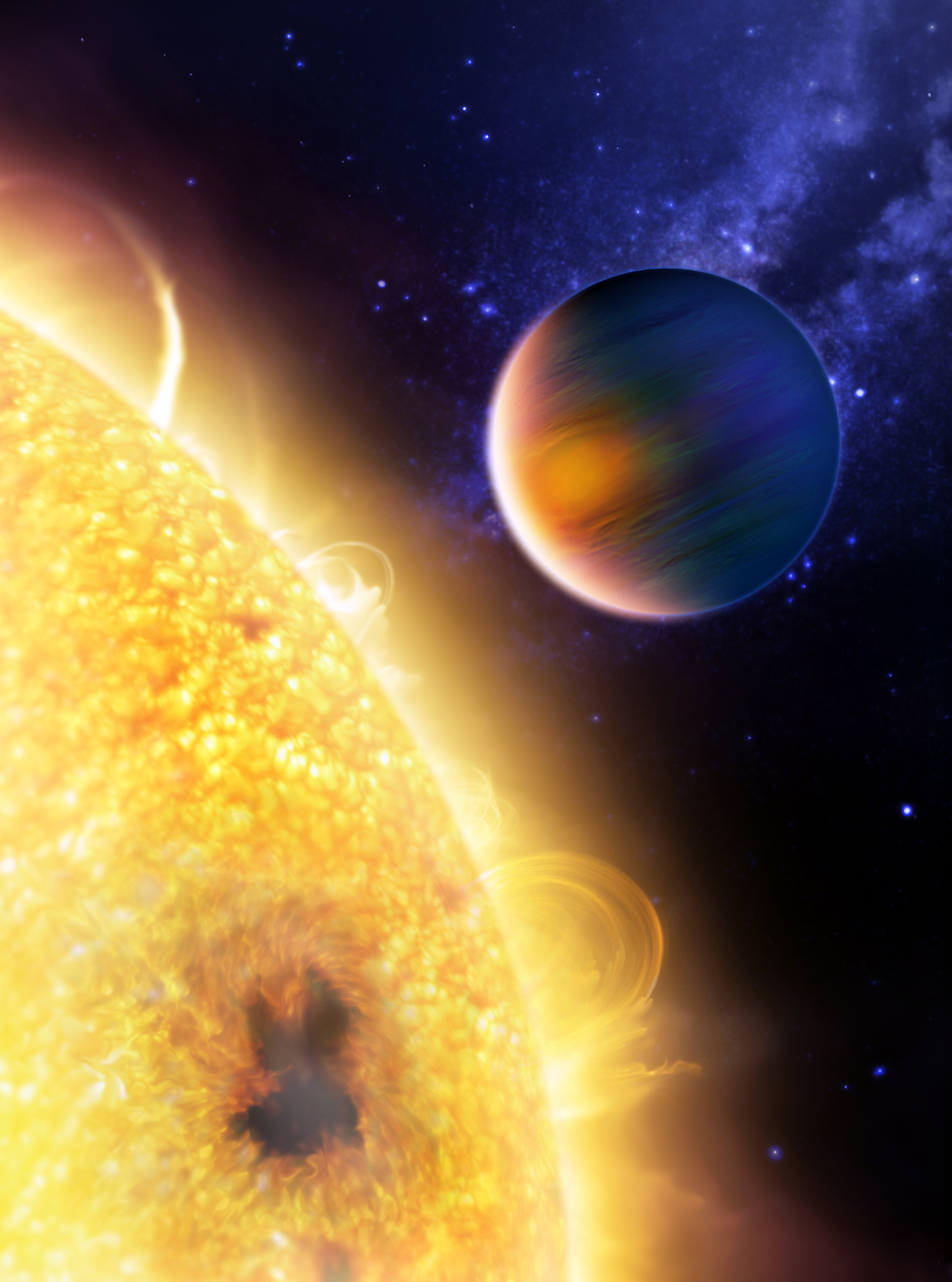
یک تصویر خیالی از یک سیارهٔ فراخورشیدی

سیارهٔ فراخورشیدی یا سیارهٔ غیرخورشیدی (به انگلیسی: Exoplanet یا Extrasolar planet) سیاره‌ای است که بیرون از منظومهٔ خورشیدی قرار دارد و به دور یک ستاره (غیر از خورشید) در حال گردش است. نخستین شناسایی علمی وجود یک سیارهٔ فراخورشیدی در سال ۱۹۸۸ انجام شد، با این حال، نخستین تأیید در سال ۱۹۹۲ صورت گرفت. از آن به بعد، و تا اول مهٔ ۲۰۱۷، شمار سیارگان فراخورشیدی شناسایی‌شده ۳٬۶۰۸ سیاره بوده که ۲٬۷۰۲ سیاره در ۶۱۰ سامانهٔ سیاره‌ای مختلف، تأیید شده‌اند و این تعداد روز به روز در حال افزایش است.
مطالعهٔ سیاره‌های فراخورشیدی جزو موضوعات نوین در دانش اخترشناسی است و شامل دو شاخهٔ کلی کشف و شخصیت‌پردازی این‌گونه سیاره‌ها می‌شود. نخستین سیارهٔ فراخورشیدی در اوایل دههٔ ۹۰ میلادی کشف شد و از سال ۲۰۰۲ افزون‌بر کشف، بررسی ویژگی‌های این سیاره‌ها نیز آغاز شد.
رصدهای زمینی و فضایی سیارات فراخورشیدی به دو دلیل عمده کار چندان آسانی نیست. نخست اینکه سیارات به‌طور کلی نسبت به ستارگان اندازه‌های بسیار کوچکی دارند و سیارات فراخورشیدی در فاصله‌های بسیار دوری از زمین واقع‌اند. دیگر اینکه سیارات با ستارهٔ میزبان‌شان اختلاف درخشندگی فوق‌العاده زیادی دارند. وابسته به‌نوع ستاره، اندازه و دمای سیاره، ستاره می‌تواند از حدود ۱٬۰۰۰ تا یک میلیون برابر پرفروغ‌تر از سیاره‌های پیرامون خود باشد؛ بنابراین تفکیک نور بازتاب‌شده از سیاره از نور ستاره بسیار مشکل است. به عنوان یک تشبیه، رصد یک سیارهٔ غول‌پیکر مانند مشتری در مدار نزدیک‌ترین ستاره‌ها به خورشید، مانند این‌ست که در تهران بایستیم و بخواهیم سر یک مورچه، که در جزیرهٔ کیش در حال راه رفتن در کنار یک نورافکن به شدت پرنور است را مشاهده کنیم!
با وجود تمام این سختی‌ها، اخترشناسان توانسته‌اند روش‌ها و ابزارهایی برای آشکارسازی و مطالعهٔ خصوصیات سیارات فراخورشیدی ابداع کنند. تاکنون حدود شش روش آشکارسازی یافت شده که به‌استثنای یکی، در بقیه سیاره به‌روش غیرمستقیم بررسی می‌شود.
یک طوفان شدید گرد و غبار برای نخستین بار در سیاره‌ای بیرون از منظومه شمسی مشاهده شد. این طوفان در سیاره فراخورشیدی موسوم به «VHS 1256b» کشف شد که حدود ۴۰ سال نوری از زمین فاصله دارد. برای تحقق یافتن این کشف، به توانایی‌های قابل توجه «تلسکوپ فضایی جیمز وب» (JWST) نیاز بود.

## روش‌های آشکارسازی
۶ روش کلی برای کشف سیارات فراخورشیدی وجود دارد:
1. روش تصویربرداری مستقیم
2. روش سرعت شعاعی
3. روش گذر
4. روش اخترسنجی
5. روش ریز لنز گرانشی
6. روش زمان‌سنجی تپ اختری

روش تصویربرداری مستقیم:
روش تصویربرداری مستقیم، تنها روشی است که در آن سیاره به‌طور مستقیم رصد می‌شود.
این روش برای سیاره‌های جوان و داغی مناسب است که به‌اندازهٔ کافی از ستارهٔ میزبان خود دور هستند. تعداد سیاره‌هایی که با این روش کشف شده‌اند زیاد نیست. در حال حاضر با پیشرفت روش‌های کرونوگرافی استفاده از این روش در حال افزایش است.
در باقی روش‌ها سیارهٔ فراخورشیدی به‌طور مستقیم دیده نمی‌شود و تنها می‌توان با رصد ستارهٔ میزبان و مشاهدهٔ تأثیرات گرانشی یا تغییرات نوری‌ای که سیاره بر روی آن می‌گذارد، به‌طور غیرمستقیم، به‌وجود سیاره پی برد.
روش سرعت شعاعی:
تاکنون سرعت شعاعی موفق‌ترین روش در کشف سیاره‌های فراخورشیدی بوده‌است. حدود نیمی از آن‌ها با این روش کشف شده‌اند. در یک سیستم ستاره‌ای، این تنها سیاره نیست که در حال حرکت در مدارش است، بلکه ستاره و سیاره، هر دو به دور مرکز جرم مشترکشان در حال گردش هستند. چون مرکز جرم این سیستم به مرکز ستاره بسیار نزدیک‌است، مدار ستاره بسیار کوچک است که موجب حرکت نوسانی ریزی در ستاره می‌شود. این حرکت نوسانی باعث ایجاد پدیدهٔ داپلر می‌شود و با اندازه‌گیری انتقال به سرخ در طیف ستاره قابل اندازه‌گیری‌است.
این روش برای سیاره‌های سنگین و بزرگی مناسب‌است که به ستارهٔ میزبان خود بسیار نزدیک هستند.
روش گذر:
اساس این روش مانند مطالعهٔ ستاره‌های دوتایی گرفتی است. در برخی موارد، هنگامی که زاویهٔ اینکلینشن مدار نزدیک به ۹۰ درجه است، پدیدهٔ گذر روی می‌دهد که در آن سیاره از دید ما از روی دیسک ستارهٔ میزبان عبور می‌کند. در نتیجهٔ این گذر، مقداری از نور ستاره مسدود می‌شود و روشنایی ظاهری ستاره اندکی تغییر می‌کند. اگر در اندازه‌گیری‌های فتومتری، تغییر نوری در ستاره ایجاد شود، می‌تواند مدرکی از وجود یک سیاره در اطراف آن باشد. هرچند برای تأیید قطعی کشف سیاره، به رصدهای پشتیبان نیاز است. روش گذر دومین روش موفق در کشف سیارات فراخورشیدی و نیز نخستین متد موفق در بررسی ویژگی‌های سیارات است.

## اندازه و دیگر کمیت‌ها
بسیاری از آن‌ها بزرگ‌تر از سیارهٔ مشتری هستند. در سال‌های اخیر با بهبود فناوری رصدی، ۱۳ سیارهٔ فراخورشیدی هم‌اندازه با کرهٔ زمین نیز کشف شده‌است.
در میان سیاره‌های فراخورشیدی نمونه‌های شگرفی دیده می‌شوند، برای نمونه سیاره‌ای مشابه به سیاره کوروت- ۷بی (COROT-7b) در ۲۶۰ سال نوری از زمین وجود دارد که سرعت گردش آن به دور ستارهٔ مادر چنان بالاست که هر سال در این سیاره تنها سه روز به درازا می‌کشد.
دانشمندان بر این باورند که سیاره‌های بیشماری بوده یا هستند که توسط ستارهٔ خود فرو بلعیده شده یا از مدار و منظومه خود به بیرون پرت شده و در فضای خالی سرگردان گشته‌اند.
در ۲ ژانویه ۲۰۱۳ پژوهشگران و ستاره‌شناسان مؤسسه فناوری کالیفرنیا اعلام کردند که در کهکشان راه شیری به ازای هر ستاره دست کم یک سیاره موجود است. این مؤسسه تعداد سیاره‌های فراخورشیدی را ۱۰۰ تا ۴۰۰ میلیارد عدد، برآورد کرده‌است. پژوهش بر روی سیاره‌های ستارهٔ کپلر ۳۲ نشان می‌دهد که سامانه‌های سیاره‌ای ممکن است الگو و قاعده‌ای برای ستاره‌های کهکشان راه شیری به‌شمار بروند.
در سال ۲۰۱۳ ستاره‌شناسان مرکز اخترفیزیک هاروارد-اسمیتسونین در گزارش خود اعلام کردند دست کم ۱۷ میلیارد سیاره فراخورشیدی زمین‌سان در کهکشان راه شیری مستقر می‌باشد.
ستاره‌شناسان مأموریت کپلر می‌گویند سیاره‌ای فراخورشیدی همانند زمین موجود است که در منطقه قابل سکونت ستارهٔ خود قراردارد. دانشمندان می‌گویند این سیاره که به اسم کپلر ۶۹سی نامیده شده همانند سیاره‌های سامانه خورشیدی در مداری ویژه پیرامون ستاره‌ای می‌چرخد. این سیارهٔ فراخورشیدی احتمالاً نخستین سیاره‌ای‌است که در آن زندگی خارج از زمین وجود دارد.

## نخستین کشف‌ها
در سال ۱۹۹۲ یک ستاره‌شناس لهستانی به نام الکساندر وُلستکان، نخستین سیارهٔ فراخورشیدی را در پیرامون تپ اختر PSR 1257+12 کشف کرد. این کشف سریعاً مورد تأیید قرار گرفت و به عنوان نخستین کشف سیارهٔ فراخورشیدی تأیید شده، شناخته شد. سیارهٔ بعدی در ۶ اکتبر ۱۹۹۵ توسط تیمی به سرپرستی میشل مایور از دانشگاه ژنو، به دور ستارهٔ رشته اصلی، ۵۱ پگاسوس صورت گرفت.
| عنوان                                                           | سیاره               | ستاره                               | سال  | یادداشت |
| --------------------------------------------------------------- | ------------------- | ----------------------------------- | ---- | --- |
| نخستین سیاره کشف‌شده                                             | PSR B1257+12B, C    | پی‌اس‌آر بی۱۲۵۷+۱۲                    | ۱۹۹۲ | نخستین سیاره فراخورشیدی کشف شده نکته۱: یک سیاره فراخورشیدی قبلاً در کنار گاما نهنگ کشف شده‌بود. نکته ۲: HD 114762b در سال ۱۹۸۶ کشف شده بود اما تا سال ۱۹۹۶ تأیید نشد.   |
| نخستین سیاره کشف شده بر اساس روش                                |                     |                                     |      | |
| روش اندازه‌گیری زمان                                             | PSR B1257+12B, C    | پی‌اس‌آر بی۱۲۵۷+۱۲                    | ۱۹۹۲ | |
| روش اندازه‌گیری سرعت شعاعی                                       | 51 Pegasi b         | ۵۱ پگاسوس                           | ۱۹۹۵ | نخستین سیاره فراخورشیدی کشف شده که به دور ستاره‌ای خورشید مانند می‌گردد                                                                                                 |
| روش انتقال                                                      | OGLE-TR-56b         | اوجی‌ال‌ای-تی‌آر-۵۶                    | ۲۰۰۲ | نکته: The first discovered transiting planet was HD 209458b, which had already been discovered.                                                                       |
| روش لنز گرانشی                                                  | OGLE-2003-BLG-235Lb | OGLE-2003-BLG-235L/MOA-2003-BLG-53L | ۲۰۰۴ | |
| نخستین کشف‌ها بر اساس نوع سیستم                                  |                     |                                     |      | |
| نخستین سیاره کشف شده در کنار ستاره منفرد                        | PSR B1257+12 B, C   | پی‌اس‌آر بی۱۲۵۷+۱۲                    | ۱۹۹۲ | first extrasolar planets discovered Note 1: HD 114762b was discovered in 1989, but was not confirmed as a planet before 1996.                                         |
| نخستین سیاره کشف شده آزاد                                       | S Ori 70            | n/a                                 | ۲۰۰۴ | has mass of 3 MJupiter, needs confirmation Note: Free-floating objects are not usually considered planets.                                                            |
| نخستین سیاره کشف شده در مجموعه ستاره‌ای                          | 55 Cancri b         | ۵۵ خرچنگ                            | ۱۹۹۶ | 55 Cnc has distant red dwarf companion Note 1: The planet around راعی was already suspected in 1988. Note 2: راعی is the first relatively close binary with a planet. |
| First planet orbiting multiple stars discovered                 | PSR B1620-26c       | PSR B1620-26                        | ۱۹۹۳ | orbits pulsar - white dwarf pair |
| نخستین مجموعه سیاره کشف شده                                     | PSR 1257+12A, B, C  | PSR 1257+12                         | ۱۹۹۲ | a تپ‌اختر planetary system |
| نخستین سیاره کشف شده در خوشه ستاره‌ای                            | PSR B1620-26c       | PSR B1620-26                        | ۱۹۹۳ | در مسیه ۴ |
| نخستین کشف‌ها بر اساس نوع ستاره                                  |                     |                                     |      | |
| نخستین سیاره تپنده                                              | PSR B1257+12 B, C   | پی‌اس‌آر بی۱۲۵۷+۱۲                    | ۱۹۹۲ | |
| نخستین سیاره که ستاره‌اش در رشته اصلی است                        | 51 Pegasi b         | ۵۱ پگاسوس                           | ۱۹۹۵ | |
| نخستین سیاره که ستاره‌اش کوتوله قرمز است                         | Gliese 876b         | گلیز ۸۷۶                            | ۱۹۹۸ | |
| نخستین سیاره که ستاره‌اش یک ستاره غول است                        | Iota Draconis b     | ذیخ                                 | ۲۰۰۲ | |
| نخستین سیاره که ستاره‌اش یک کوتوله سفید است (تأیید در ۲۰۰۳)      | PSR B1620-26c       | پی‌اس‌آر بی۱۶۲۰-۲۶                    | ۱۹۹۳ | in December 2007, جی‌دی ۶۶ was discovered orbiting a solitary white dwarf star جی‌دی ۶۶, but has not been confirmed                                                     |
| نخستین سیاره که ستاره‌اش یک کوتوله قهوه‌ای است                    | 2M1207b             | ۲ام۱۲۰۷                             | ۲۰۰۴ | first directly imaged planet |
| First free-floating planet discovered                           | S Ori 70            | n/a                                 | ۲۰۰۴ | has mass of 3 MJupiter, needs confirmation Note: Free-floating objects are not usually considered planets.                                                            |
| نخستین بر اساس نوع سیاره                                        |                     |                                     |      | |
| first cool, possibly rocky/icy planet around main-sequence star | OGLE-2005-BLG-390Lb | اوجی‌ال‌ای-۲۰۰۵-بی‌ال‌جی-۳۹۰ال          | ۲۰۰۶ | |
| نخستین‌های دیگر                                                  |                     |                                     |      | |
| First transiting planet                                         | HD 209458b          | اچ‌دی ۲۰۹۴۵۸                         | ۱۹۹۹ | Note: OGLE-TR-56b is the first planet found by transit method. |
| First directly imaged planet                                    | 2M1207b             | ۲ام۱۲۰۷                             | ۲۰۰۴ | first planet found around brown dwarf |

## علائم و اختصارات
حروف کوچک b بعد از نام ستاره، برای نامگذاری نخستین سیارهٔ آن سیستم است مانند (۵۱ Pegasi b). برای نامگذاری دومین سیارهٔ کشف شده در یک سیستم، از حرف کوچک (c) استفاده می‌شود، مانند، (۵۱pegasi c)و سومین سیارهٔ کشف شده آن سیستم (۵۱pegasi d) و به همین ترتیب. از حرف a استفاده نمی‌شود زیرا به خود ستاره بر می‌گردد.
ترتیب حروف کوچک … ,a,b,c به ترتیب زمان کشف، بر روی سیارات یک سیستم گذاشته می‌شود نه به ترتیب نزدیکی به ستاره. به‌طور مثال در سیستم Gliese 876 نزدیکترین سیاره به آن Gliese 876 d می‌باشد. قبل از کشف ۵۱pegasi b سیارگان فراخورشیدی به ترتیب نزدیکی به ستارهٔ مادر نامگذاری می‌شدند: برای مثال PSR1257+12 c و PSR1257+12 b :کشف شدند PSR۱۲۵۷+۱۲ نخستین سیاره‌هایی که اطراف تپ اختر بودند. سیارهٔ نزدیکتری که بعداً کشف شد، PSR1257+12 a نام گرفت نه PSR1257+12 d. بعضی از سیاره‌های فراخورشیدی نیز اسم‌های مستعار دارند. به‌طور مثال HD 209458 b، اوزیریس و 51 Pegasi b، بلروفون نام دارند.

### رده‌بندی
- ستارگان تپنده
- ابرزمین
- مشتری داغ
- غول گازی
- سیاره زمین‌سان
- سیاره اقیانوسی

### سامانه‌ها
- ستاره دوتایی
- سامانه سیاره‌ای
- قمرهای فراخورشیدی

### رصدها
- جستجوی سیارات فراخورشیدی ژنو
- جستجوی هوش فرازمینی (SETI)

### فهرست‌ها
- فهرست ستارگان دارای سیارات فراخورشیدی